# Помста
По́мста — дії, що спричиняють шкоду, мета яких — покарати особу чи декількох осіб у відповідь на справжню або уявну образу, несправедливість, насильство і таке інше, вчинені раніше. Справедливо чи ні помста може бути названа формою правосуддя.
У деяких культурах помста є нормою і необхідною та благородною справою (наприклад, кровна помста (не обов'язково кривава)). У деяких релігіях, (наприклад, у християнстві), навпаки рекомендується відповідати добром на зло, залишаючи право на помсту тільки Богу.